# Futbalový štadión Stropkov
Futbalový štadión Stropkov – stadion sportowy w Stropkovie, na Słowacji. Obiekt może pomieścić 2500 widzów. Swoje spotkania rozgrywają na nim piłkarze klubu MŠK Tesla Stropkov.